# Leucania pampa
Leucania pampa är en fjärilsart som beskrevs av William Schaus 1894. Leucania pampa ingår i släktet Leucania och familjen nattflyn. Inga underarter finns listade i Catalogue of Life.